# Feldmochinger Straße
Die Feldmochinger Straße ist eine etwa 6,5 Kilometer lange Ausfallstraße im Nordwesten von München. Sie verläuft von der Dachauer Straße nach Norden am Fasaneriesee vorbei, durch Feldmoching hindurch.

## Beschreibung
Die Feldmochinger Straße beginnt in Moosach als Seitenstraße der Dachauer Straße kurz hinter der Kreuzung Georg-Brauchle-Ring. Dort führt sie als Ortsstraße durch Altmoosach und kreuzt die Pelkovenstraße am Gasthaus Spiegl.
Ab der Max-Born-Straße wird sie zur Ausfallstraße, überquert als Brücke über die Ausfahrgruppe des Rangierbahnhof München Nord und kreuzt in der Fasanerie-Nord die Bahnstrecke München–Regensburg mit einem vierschlägigen mechanischen Bahnübergang am S-Bahnhof Fasanerie. 

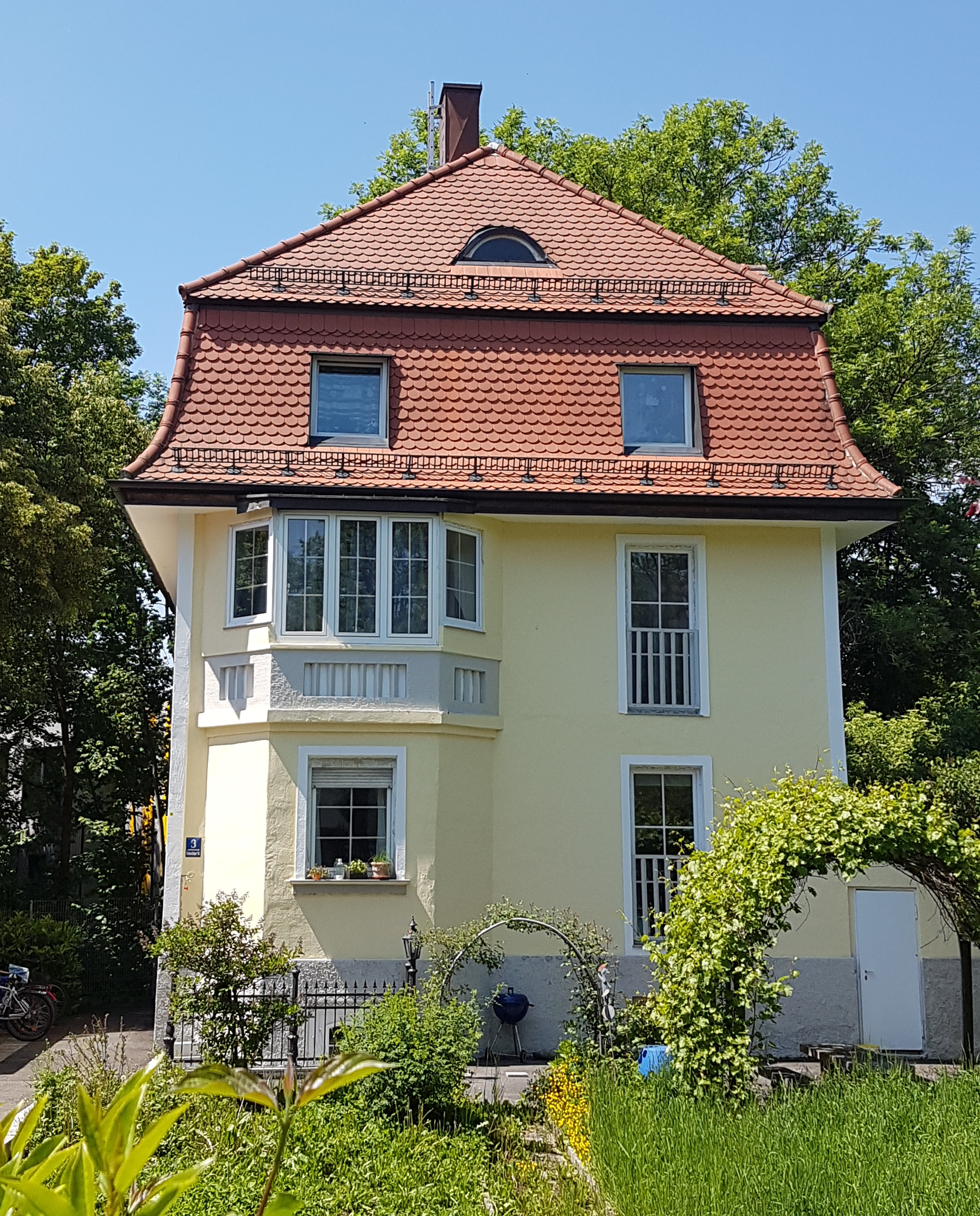
Feldmochinger Straße 3
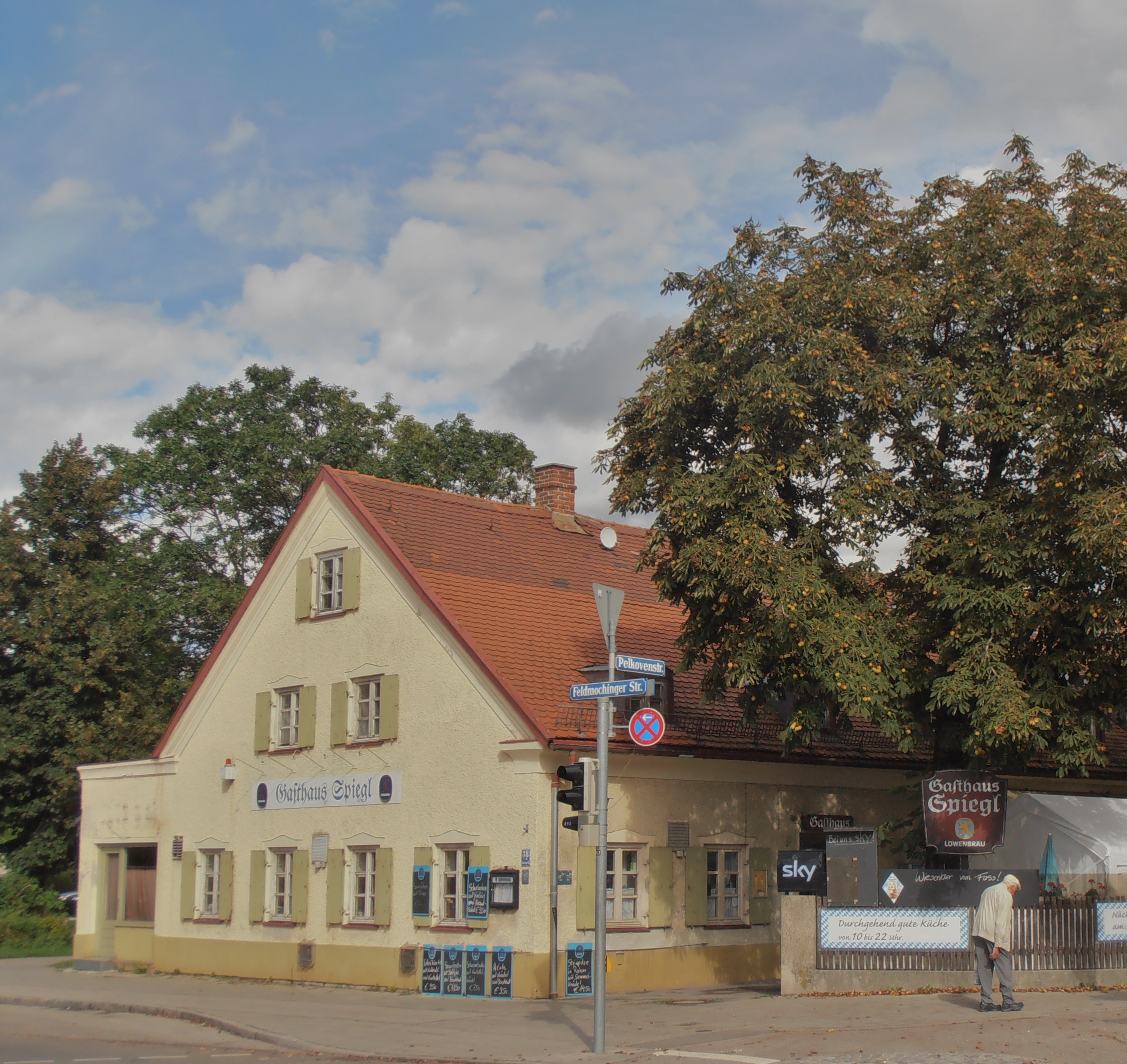
Gasthaus Spiegl in der Feldmochinger Straße 38
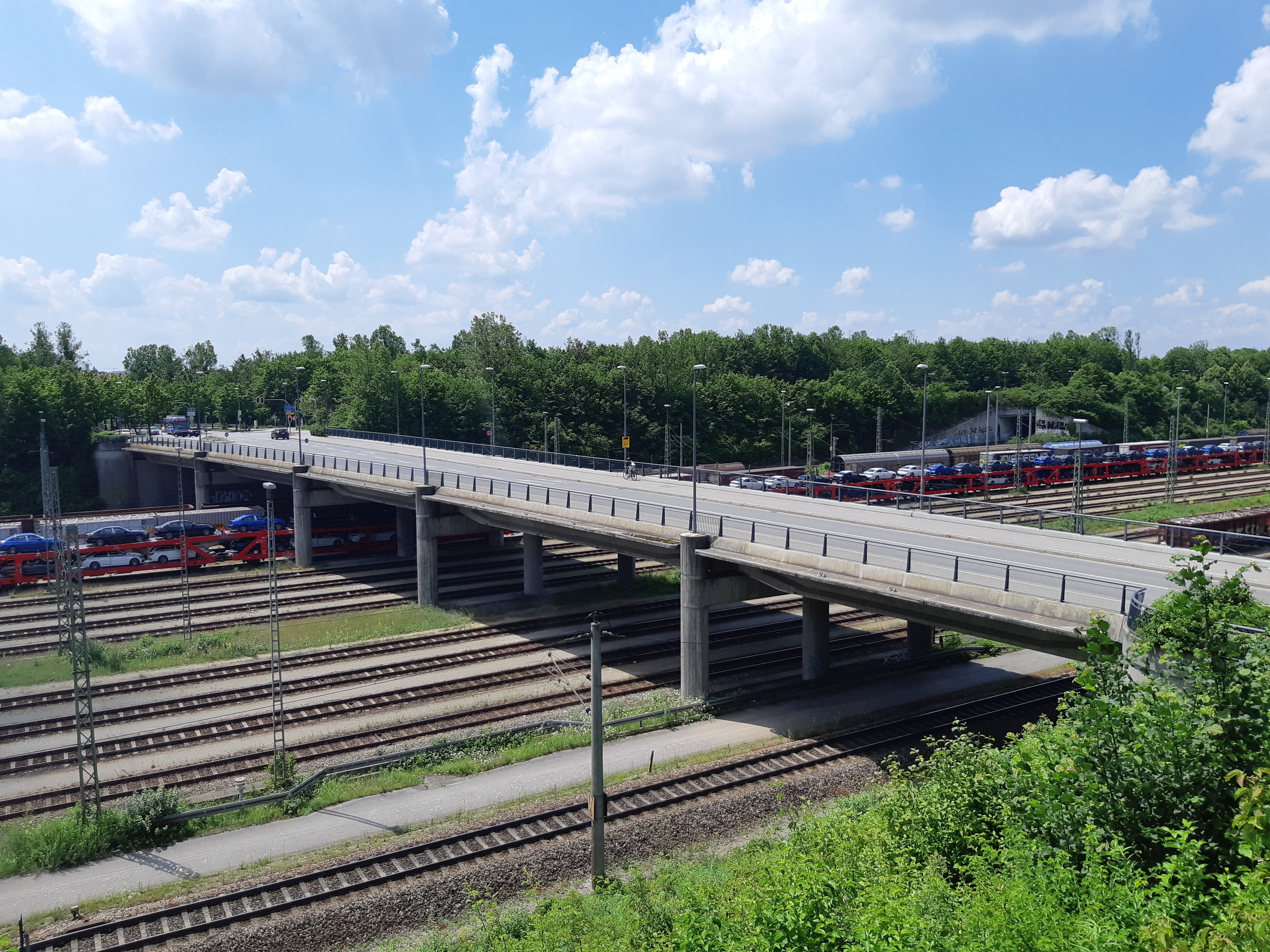
Ausfahrgruppe des Rangierbahnhofs
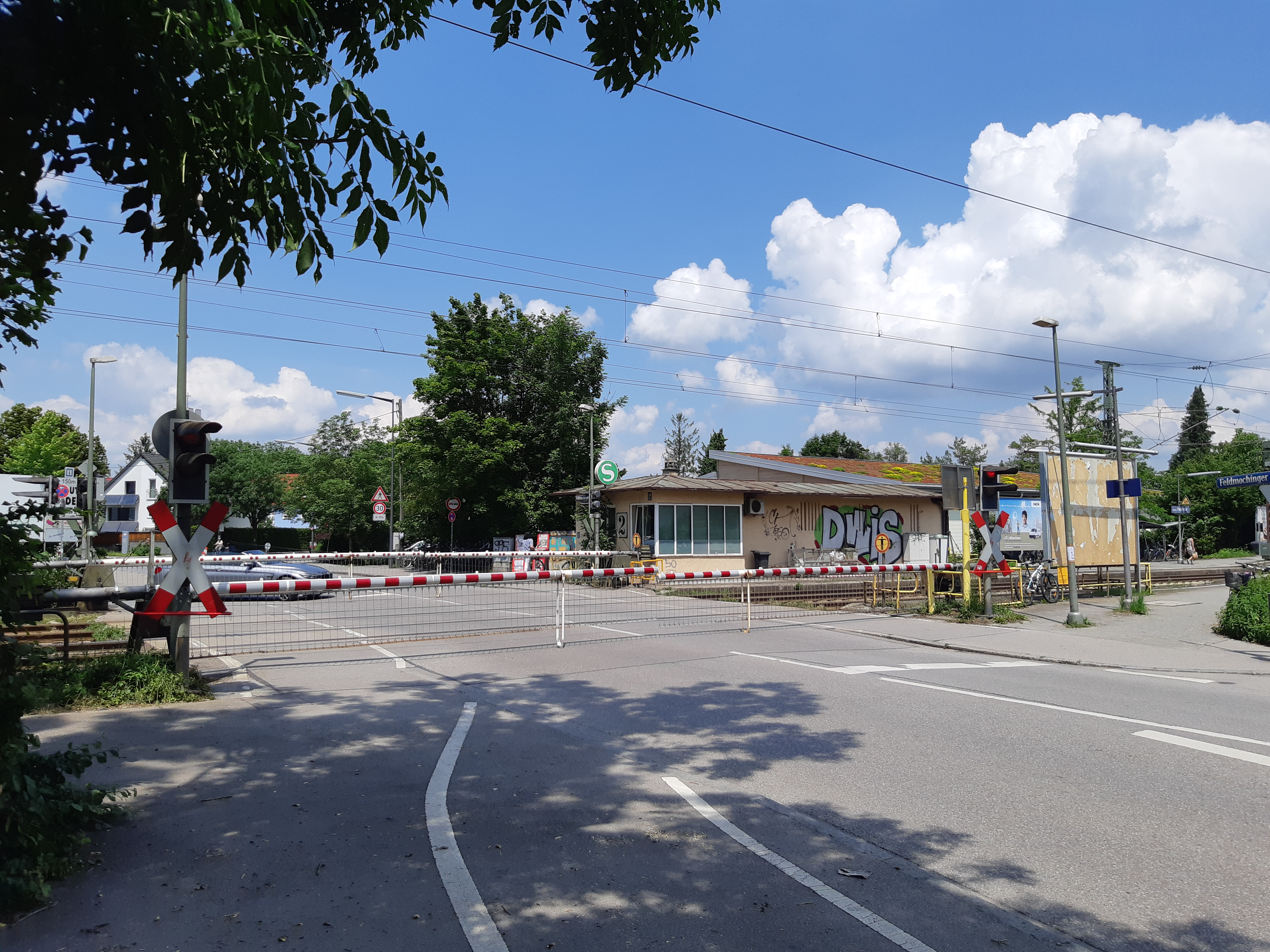
Schranke Fasanerie-Nord

Entlang des Fasaneriesees führt sie als Allee nach Feldmoching, wo die Josef-Frankl-Straße von Osten her einmündet. An ihr liegt die Kirche St. Peter und Paul und gegenüber das Rathaus Feldmoching. Hinter Feldmoching geht sie in die Staatsstraße 2342 über.
Von der Pelkovenstraße bis in die Fasanerie fährt die Buslinie 175 auf der Feldmochinger Straße. Ein kurzer Abschnitt, etwa zwischen Ponkratzstraße und Hammerschmiedstraße in Feldmoching, steht unter Ensembleschutz.

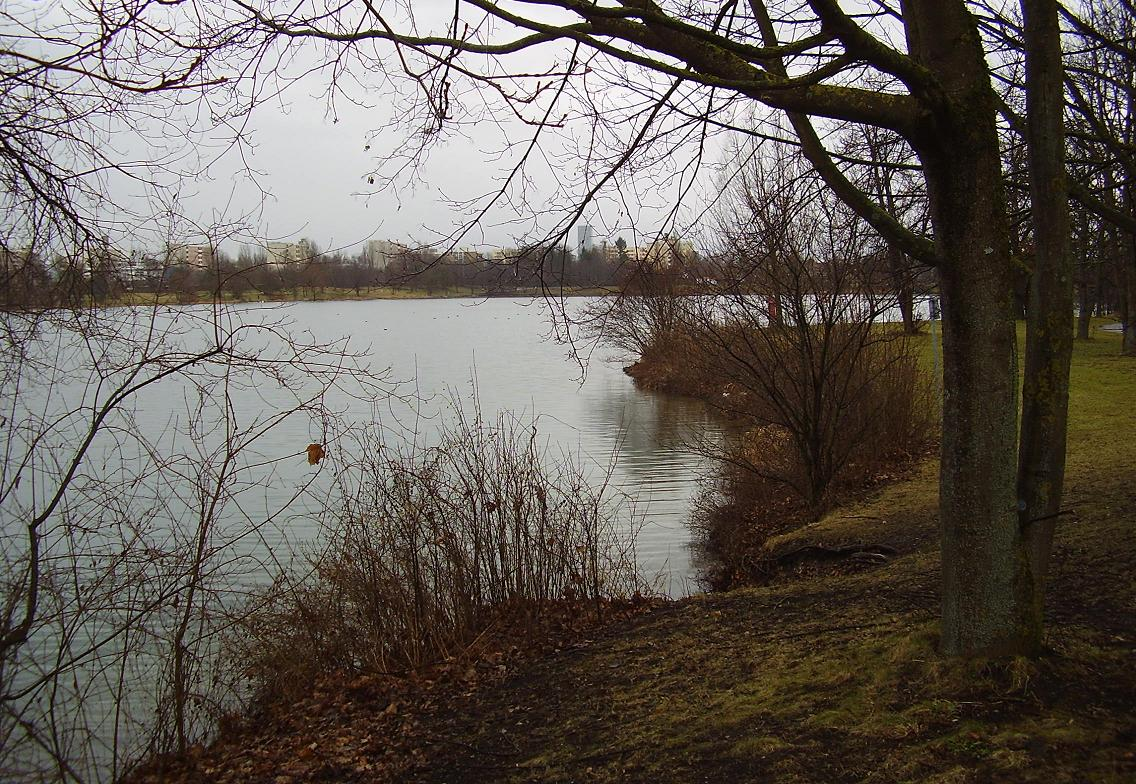
Fasaneriesee
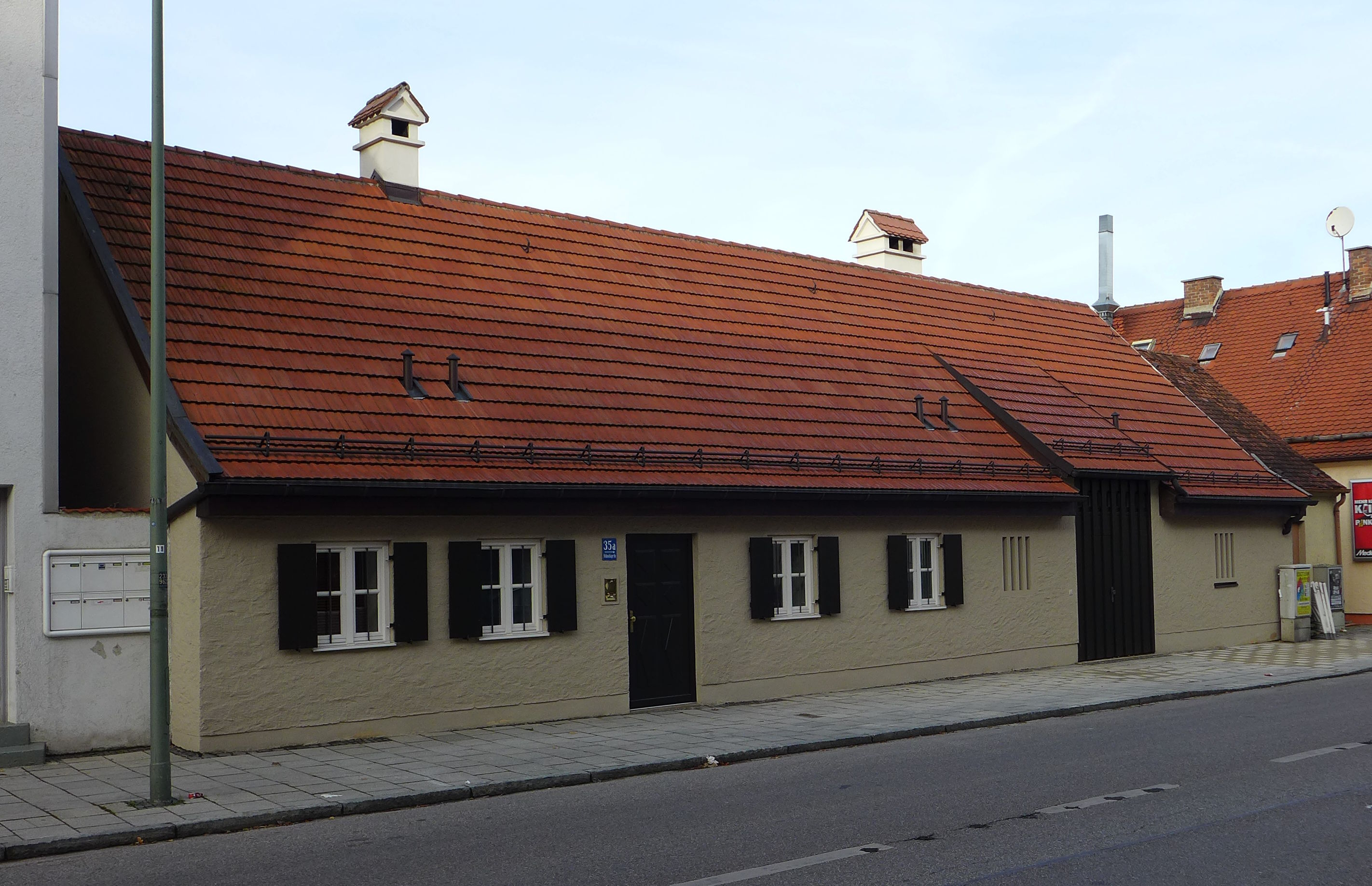
Ehemaliges Kleinbauernhaus, im Kern 1. Hälfte 19. Jahrhundert, in der Feldmochinger Straße 35a
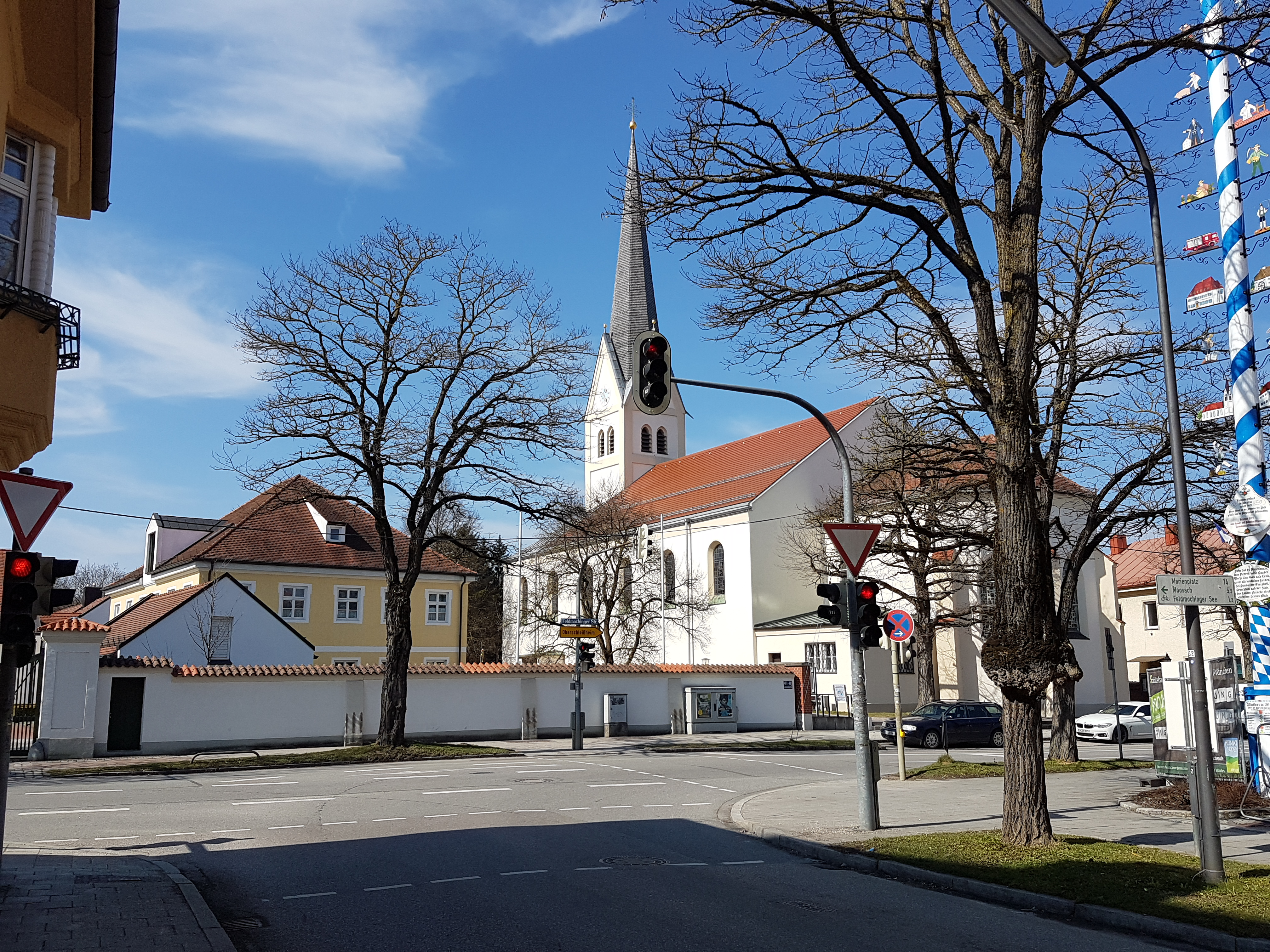
St. Peter und Paul
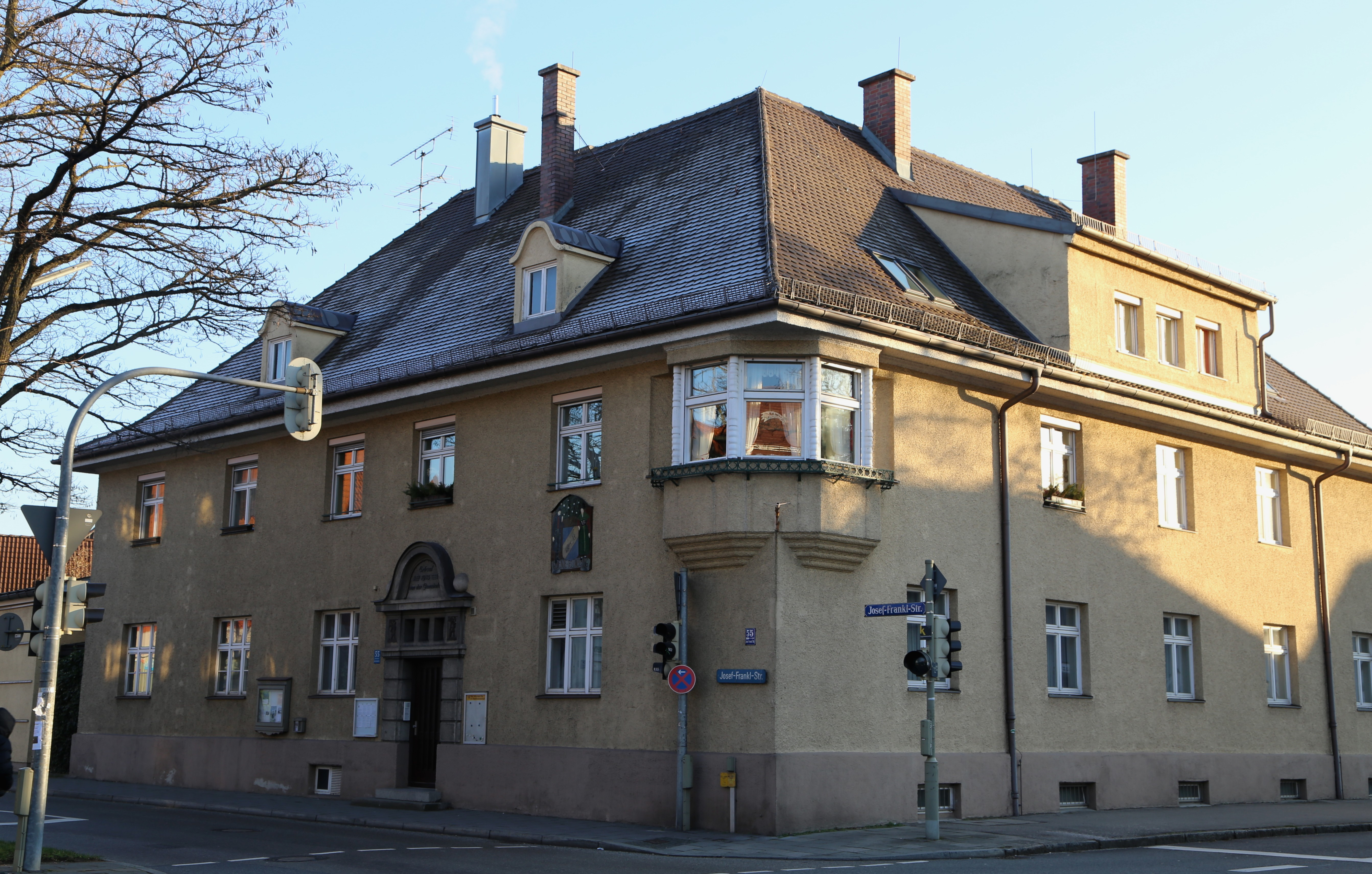
ehem. Rathaus Feldmoching
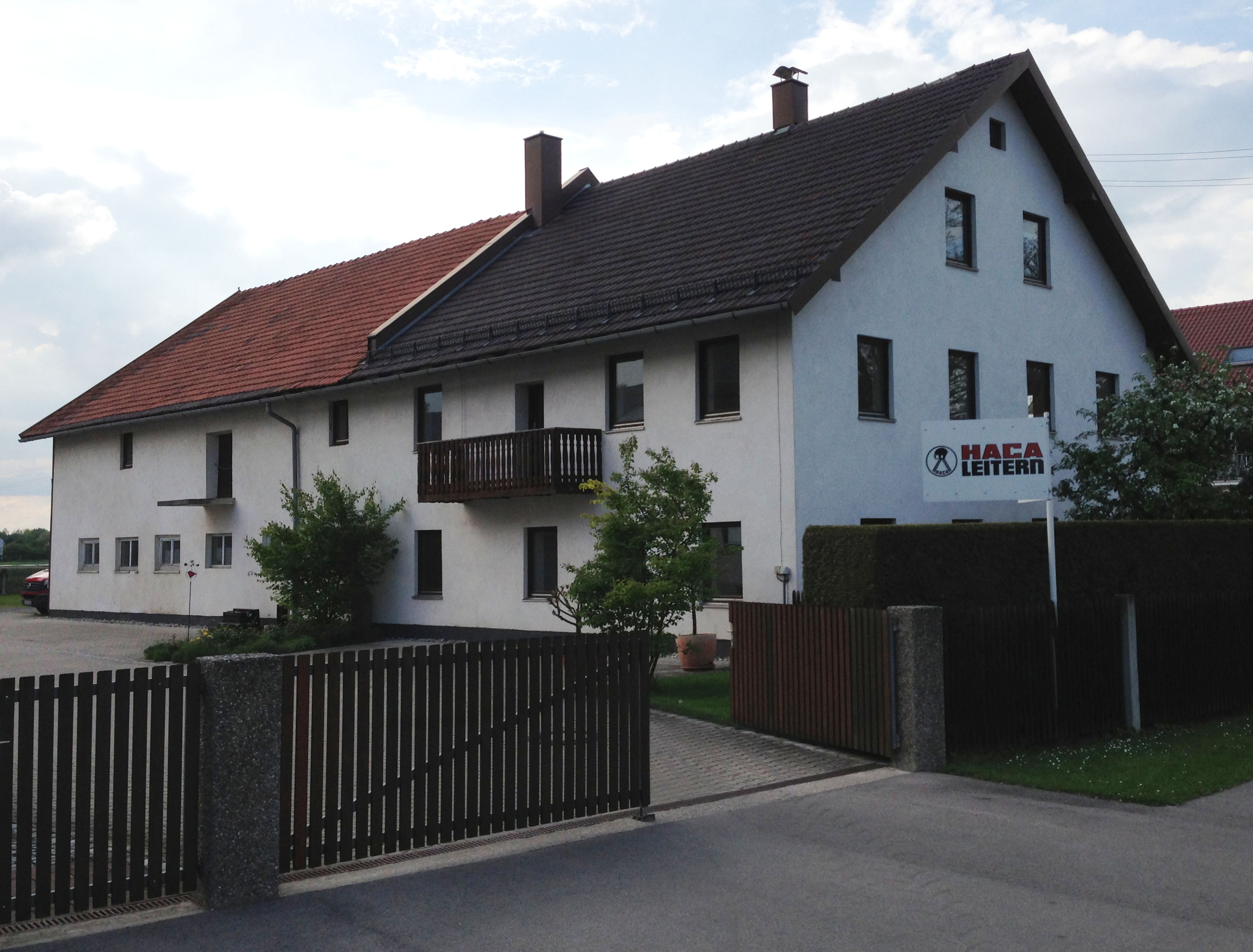
349
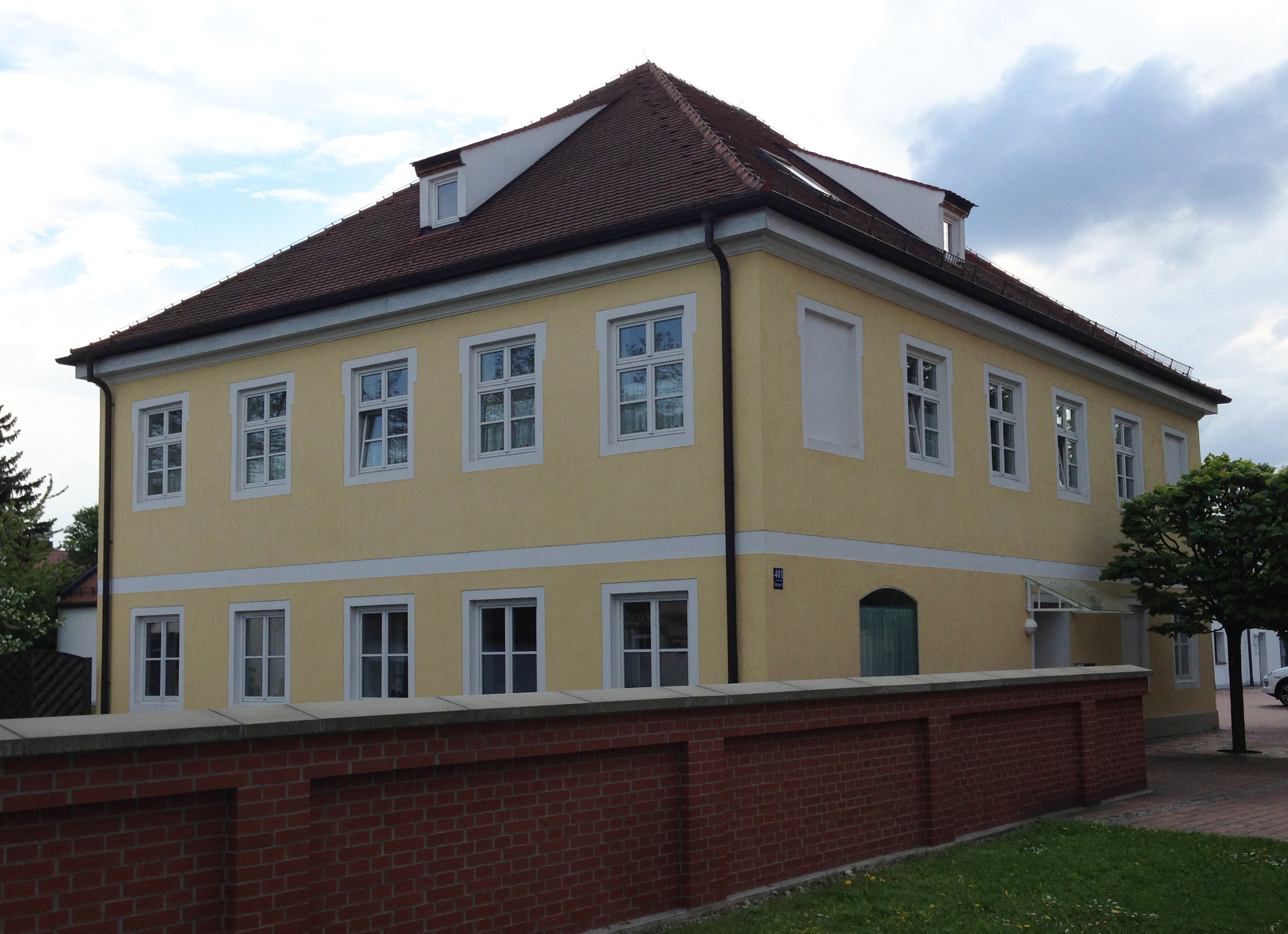
401